# Ruksu purvs
Ruksu purvs este o arie protejată (arie specială de conservare — SAC, sit de importanță comunitară — SCI, arie de protecție specială avifaunistică — SPA) din Letonia întinsă pe o suprafață de 216,07 ha, integral pe uscat.

## Localizare
Centrul sitului Ruksu purvs este situat la coordonatele 57°35′54″N 22°20′47″E / 57.5983°N 22.3465°E.

## Înființare
Situl Ruksu purvs a fost declarat arie de protecție specială avifaunistică în decembrie 2003 pentru a proteja 4 specii de animale. Alte tipuri de protecție:
- sit de importanță comunitară (în mai 2004)
- arie specială de conservare (în mai 2004)[1][3][4]

## Biodiversitate
Situată în ecoregiunea boreală, aria protejată conține 5 habitate naturale: Lacuri și iazuri distrofice naturale, Turbării active, Mlaștini oligotrofe degradate, capabile încă de regenerare naturală, Depresiuni pe substraturi de turbă de Rhynchosporion, Mlaștini împădurite.
La baza desemnării sitului se află mai multe specii protejate de  păsări (4): cocor (Grus grus), sfrâncioc roșiatic (Lanius collurio), ploier auriu (Pluvialis apricaria), fluierar de mlaștină (Tringa glareola)
Pe lângă speciile protejate, pe teritoriul sitului au mai fost identificate 1 specie de plante, 1 specie de păsări.